# ありす、宇宙までも
『ありす、宇宙までも』（ありす、どこまでも）は、売野機子による日本の漫画作品。『週刊ビッグコミックスピリッツ』（小学館）にて、2024年6月より連載中。 日本人初の女性宇宙飛行士コマンダーを目指す少女の成長を描き、マンガ大賞2025にて大賞を受賞した。

## あらすじ
中学生の朝日田ありすは、容姿や身体能力には恵まれており、両親からバイリンガル教育を受けていたが、幼少期にその両親を亡くしたことで、いずれの言語もつたない「セミリンガル」状態に陥っていた。
学業への適応に苦しむ彼女が、知能指数が極めて高い少年犬星類と出会う。「俺が君を賢くする、つまりなんにでもなれる」という彼の言葉をきっかけに、ありすは宇宙飛行士を目指すことを決意する。夢を追う中で、学ぶ楽しさ、生きる喜びを取り戻し、社会的困難と向き合いながら、ありすはやがて宇宙への第一歩を踏み出していく。

## 登場人物
朝日田 ありす（あさひだ ありす）
本作の主人公。容姿端麗な中学生の少女。言語発達の課題を抱えていたが、犬星との出会いを機に宇宙飛行士を志す。
犬星 類（いぬぼし るい）
ありすの同級生で、IQの極めて高い少年。「俺が君を賢くする」と語りかけたことで、ありすが宇宙飛行士を目指すきっかけとなる。知識や論理的思考力に優れ、ありすに学習の指導を行うほか、時に社会的視点や進路に関する助言も行う。親は里親であることが作中で明かされている。
七嶋 雨音（ななしま あまね）
JAXA主催のワークショップ「宇宙飛行士選抜試験 for 中学生」で出会った参加者の一人。ワークショップでのゼッケンは49番。英語と日本語を話し、ロシア語の習得を目指している。ワークショップを通じてありすのリーダー性を認める。
昼埜（ひるの）
管制官、宇宙開発センターのスタッフ
七嶋 虹子（ななしま にじこ）
七嶋雨音の姉。ロケット発射指揮官（LCDR）。ありすと同じくセミリンガルだった過去をもつ。
エリカ・ウィットマン
ISSの現役コマンダー。アメリカのハンツビルで開催されたスペース・ルナ・キャンプのトレーナーを務める。キャンプでは共通語（英語）を禁止し、相手が誰であっても、たとえ言葉が通じなくても母国語で話すというルールを追加する。

## 書誌情報
- 売野機子 『ありす、宇宙までも』 小学館〈ビッグコミックス〉、既刊4巻（2025年6月30日現在）
  1. 2024年8月30日発売、ISBN 978-4-09-863015-8
  2. 2024年12月26日発売、ISBN 978-4-09-863102-5
  3. 2025年3月28日発売、ISBN 978-4-09-863216-9
  4. 2025年6月30日発売、ISBN 978-4098634385